# Master of Oral Medicine in Implantology
Der Master of Oral Medicine in Implantology (MOM) ist der erste, nach den internationalen Bologna-Kriterien akkreditierte und in Deutschland vergebene akademische Grad für einen Zahnarzt, der im Bereich der zahnärztlichen Implantologie ein postgraduiertes Zusatzstudium abgeschlossen und eine wissenschaftliche Masterthesis verfasst hat. Vorreiter war 2004 das International Medical College der Universität Münster, die dieses fachspezifische, oralchirurgische Zusatzstudium für approbierte und entsprechend qualifizierte Zahnärzte anbietet.
Das Studium zum Masterimplantologen in Münster, welches mittlerweile in abgewandelter Form des Master of Science (M.Sc.) an einer weiteren Universität in Deutschland oder des Master of dental Science für orale Implantologie (MDSc) in Österreich möglich ist, war das erste vom Wissenschaftsrat der Bundesrepublik Deutschland anerkannte postgraduierte Masterstudium in Implantologie.
Mittlerweile gibt es demzufolge den Master of Science in Oral Implantology der Steinbeis-Hochschule Berlin, den Master of Science Implantology der Donauuniversität Krems in Österreich und den Master of dental Science für orale Implantologie der Universität Wien.